# Carolina Rodríguez (gimnasta)
Carolina Rodríguez Ballesteros (León, 24 de mayo de 1986) es una gimnasta rítmica española que compitió en la selección nacional de gimnasia rítmica de España. Logró el oro en la competición individual en los Juegos Mediterráneos de 2013 y fue olímpica tanto en conjuntos (Atenas 2004, donde obtuvo la 7.ª plaza) como en individual (Londres 2012, donde fue 14.ª, y Río 2016, donde fue 8.ª). En estos últimos se convirtió en la gimnasta rítmica más longeva en disputar los Juegos Olímpicos, con 30 años de edad. Su mejor puesto en la general de un Mundial fue en Stuttgart 2015, donde logró el 9.º puesto. Además, ha sido dos veces finalista mundial con la cinta (Kiev 2013 y Esmirna 2014), en ambas con la 7.ª plaza.
Entrenada entre otras técnicos por Ruth Fernández y Nuria Castaño, es la gimnasta individual que más veces ha sido campeona de España del concurso general contando todas las categorías, con 12 títulos (1 en alevín, 1 en infantil, 1 en primera categoría y 9 en categoría de honor), siempre con el Club Ritmo. Es también la gimnasta que ha sido más veces campeona de España en el concurso general de la categoría de honor, con 9 títulos. Además, tiene varios campeonatos de España por aparatos y 3 en la modalidad de conjuntos. Con Castilla y León, ha ganado la Copa de la Reina en 9 ocasiones (2008 - 2016). 
En 2016 recibió la Medalla de Bronce de la Real Orden del Mérito Deportivo y el 10 de diciembre de 2017 se celebró una Gala Homenaje en su honor en el Palacio de los Deportes de León.

## Biografía deportiva

### Inicios

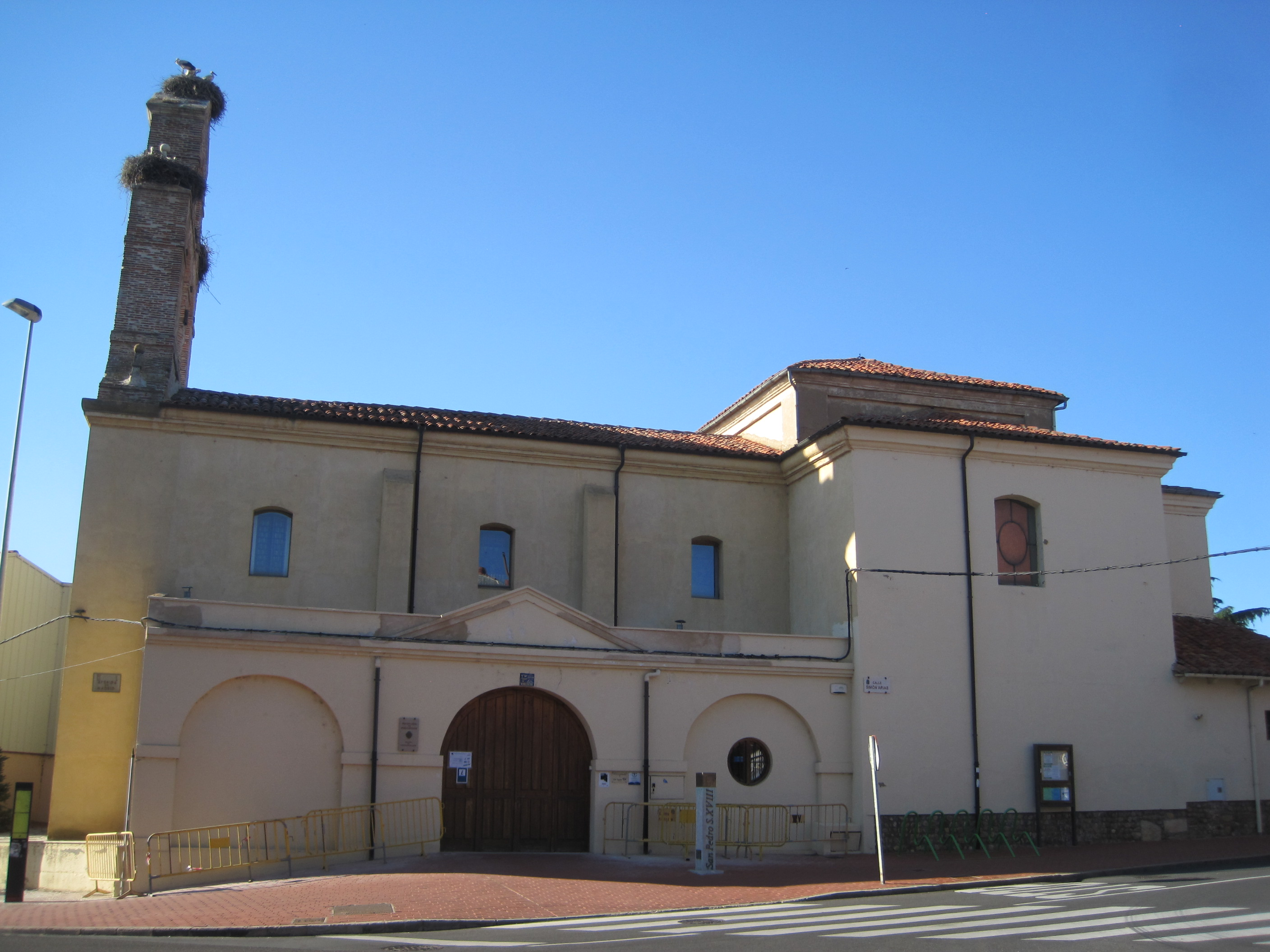
Antigua Iglesia de San Pedro en Puente Castro (León), lugar donde Carolina entrenó en sus inicios.

Comenzó a practicar gimnasia rítmica a los 7 años de edad el 28 de enero de 1994 en el Club Ritmo de León, empezando a competir en categoría benjamín. Inicialmente entrenó con el equipo durante unos 4 años en la Iglesia de San Pedro en Puente Castro (León), ya que el entonces gimnasio del club no contaba con la altura suficiente.

«Era el único sitio alto donde podíamos ir a entrenar porque tenía cúpula. Ahí pasaba que la iglesia, lógicamente, tenía forma de cruz, así que hacíamos los entrenamientos en diagonal. La única vez que lo hacíamos en un cuadrado era en competición».
—Carolina Rodríguez en el Diario de León, sobre sus inicios en el Club Ritmo

En esa época fue campeona de España en categoría alevín (1996) e infantil (1998). En 1999 fue subcampeona de España júnior individual. Ese mismo año formó parte del conjunto español júnior entrenado por Dalia Kutkaite que logró el oro en el concurso general y la plata en la final de 5 cintas en el Torneo Internacional de Portimão, además de la 5.ª plaza en el Torneo Internacional de Budapest, tras ser terceras en la calificación. En el Campeonato de Europa de Budapest consiguió con el conjunto la 5.ª posición, después de quedar en el 4.º puesto en la primera calificación. El conjunto júnior estaba integrado entonces por Carolina, Belén Aguado, Marta Linares, Aida Otero, Patricia Rojano, Andrea Rubiño y Noemí Vives.

### Etapa en la selección nacional

#### 2001 - 2004: breve etapa como individual y Atenas 2004 en conjuntos

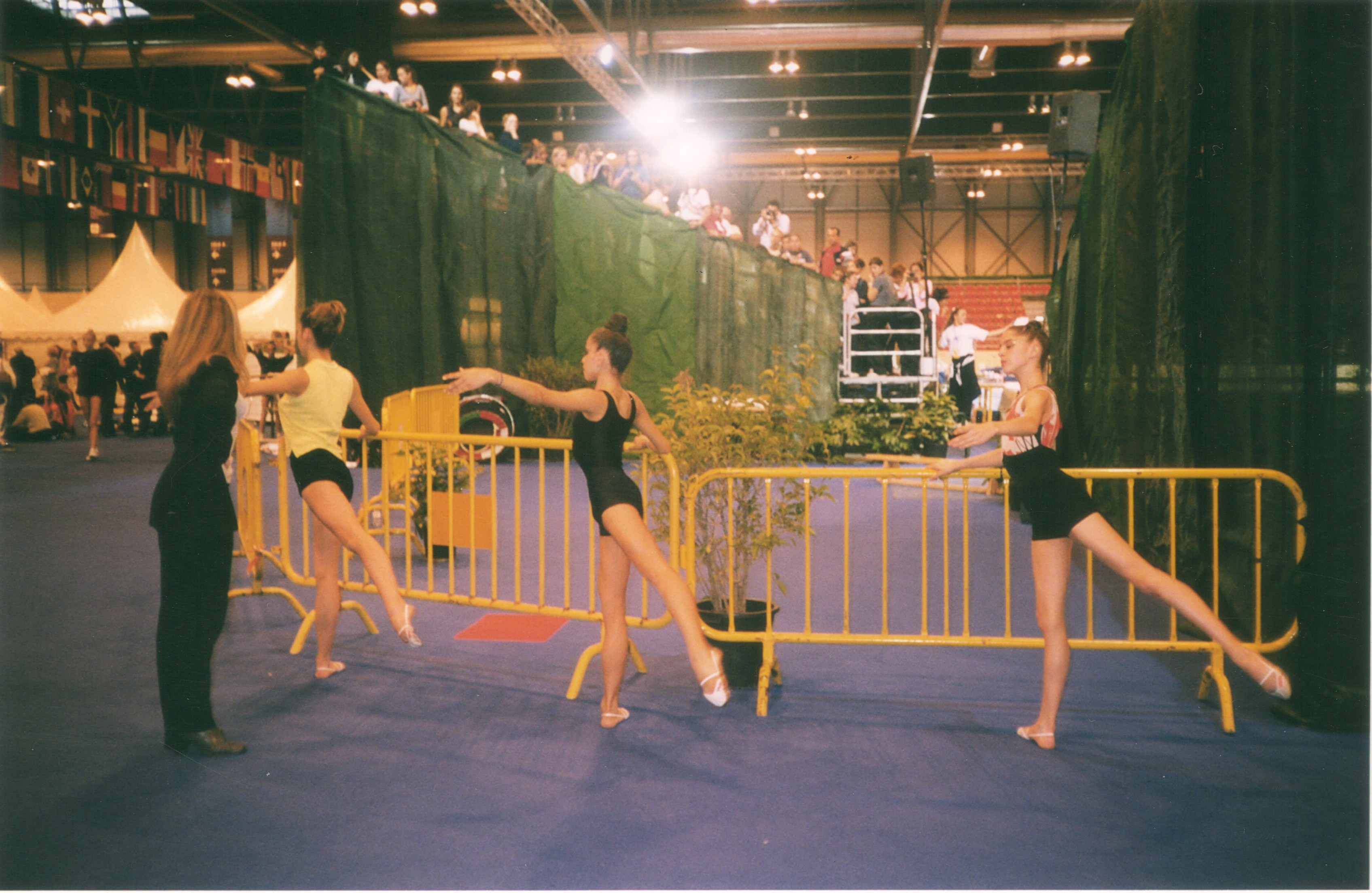
Carolina (derecha) con Almudena Cid y Jennifer Colino en el Campeonato Mundial de Madrid en 2001, su debut mundialista.

En julio de 2001 entró en la selección nacional de gimnasia rítmica de España sénior, primero como individual, en 2003 en el conjunto, y finalmente volviendo a la modalidad individual en 2005. En el Campeonato Mundial de Gimnasia Rítmica de 2001 en Madrid, tras las descalificación de Alina Kabáyeva e Irina Cháshchina, quedó en la 17.ª posición en la calificación individual y en la 4.ª por equipos junto a Almudena Cid y Jennifer Colino. En 2003 quedó, junto a Almudena Cid, Jennifer Colino y Esther Escolar, 6.ª por equipos en el Campeonato del Mundo de Budapest, además de obtener el puesto 59 en la general individual, realizando únicamente tres ejercicios de los cuatro.
A finales de 2003 pasó a integrar el conjunto español, entrenado por Rosa Menor y Noelia Fernández, con el que participó en sus primeras Olimpiadas, los Juegos Olímpicos de Atenas 2004. Carolina fue titular en el ejercicio de 3 aros y 2 pelotas. El combinado español obtuvo el pase a la final tras lograr la 8.ª plaza en la calificación. Finalmente, el 28 de agosto consiguió la 7.ª posición en la final, por lo que obtuvo el diploma olímpico. El conjunto estaría formado además por Sonia Abejón, Bárbara González Oteiza, Marta Linares, Isabel Pagán y Nuria Velasco. Aunque formaban parte como suplentes del equipo nacional aquel año, Lara González y Ana María Pelaz se quedaron fuera de la convocatoria para los Juegos, por lo que su papel se limitó a animar a sus compañeras desde la grada del pabellón ateniense. Tras disputar la cita olímpica, Carolina volvió a la modalidad individual en la selección.

#### 2005 - 2008: vuelta a la modalidad individual y retirada temporal
En 2005, de nuevo como individual, participó en el Campeonato Mundial de Bakú, ocupando, junto a Almudena Cid, Jennifer Colino y Esther Escolar, la posición 6.ª por equipos, además de la posición 123ª en la general, pero realizando únicamente el ejercicio de cinta y no los cuatro. En 2006 se proclamó campeona de España en categoría de honor y participó en el Campeonato Europeo de Moscú quedando en el puesto 17.º del concurso individual. En 2007, en el Campeonato Europeo de Bakú quedó, junto a Almudena Cid y Loreto Achaerandio, en el puesto 7.º por equipos. A finales de 2007, tras disputar el Campeonato Mundial de Patras, donde logró el 15.º puesto por equipos junto a Almudena Cid, Loreto Achaerandio y Nuria Artigues, fue apartada del equipo nacional por decisión técnica, anunciando su retirada. Sin embargo, en marzo de 2008 volvió a la competición consiguiendo el título nacional en primera categoría en el Campeonato de España Individual y, en diciembre, el subcampeonato en primera categoría en la modalidad de conjuntos con el Club Ritmo.

#### 2009 - 2012: ciclo olímpico de Londres 2012
En 2009 volvió a ser convocada por la selección nacional en la modalidad individual, aunque decidió quedarse en León con su entrenadora Ruth Fernández en vez de volver al CAR de Madrid. En mayo fue bronce en pelota en el torneo de Corbeil-Essonnes, que ese año era una prueba de la Copa del Mundo. Ese año consiguió ser campeona de España en categoría de honor. En el Campeonato de Europa de Bakú quedó 17.ª clasificada individualmente y 10.ª por equipos. En los XVI Juegos Mediterráneos 2009 en Pescara logró la medalla de bronce. En agosto se lesionó en el tobillo izquierdo, pero pudo competir en el Campeonato del Mundo de Mie logrando la 22ª posición. En diciembre de 2009 también se proclamó campeona de España en primera categoría en la modalidad de conjuntos con el Club Ritmo.
En marzo de 2010 se volvió a lesionar. Esta vez fue una rotura parcial de ligamentos en el tobillo derecho. A pesar de ello, en abril disputó el Campeonato de Europa de Bremen, logrando la 16.ª posición en la clasificación general. En junio del mismo año volvió a proclamarse campeona de España en categoría de honor. En julio sufrió una lesión en la rodilla izquierda. En septiembre obtuvo la 17.ª posición en la clasificación general y el 14.º puesto por equipos (junto a Natalia García, Júlia Usón y Marina Fernández) en el Campeonato del Mundo de Moscú. En noviembre de 2010 participó en el Euskalgym.
En abril de 2011 consiguió la medalla de oro en la competición de mazas en el Torneo Irina Deleanu, además de conquistar la medalla de plata en la clasificación general y lograr otros tres segundos puestos. En junio del mismo año, por cuarta vez y tercer año consecutivo, volvió a proclamarse campeona de España en categoría de honor. En el Campeonato Mundial de Gimnasia Rítmica de 2011, celebrado en la ciudad francesa de Montpellier, logró el 11.º puesto por equipos (junto a Natalia García y Júlia Usón) y el 24º en la general, por lo que no logró la clasificación directa para los Juegos Olímpicos de Londres 2012, aunque sí consiguió plaza para el Preolímpico. En noviembre de 2011 participó nuevamente en el Euskalgym.
En el Preolímpico de Londres, que se disputó en enero de 2012, Carolina finalizó en 4.º lugar, consiguiendo así la clasificación para la Olimpiada al terminar dentro de las cinco primeras plazas que daban el pase nominal y no por país para la cita londinense. En julio de 2012, por cuarto año consecutivo y por quinta vez en su carrera, se proclamó campeona de España en categoría de honor. Con este campeonato sumó en total 8 títulos de campeona de España individual en el concurso general sumando todas las categorías, igualando así la marca de Almudena Cid. En los Juegos Olímpicos de Londres 2012 se convirtió en la única gimnasta rítmica que ha competido en dos Olimpiadas como miembro del conjunto y como individual. Acabó finalmente en la 14.ª posición. El 20 de septiembre fue operada del tobillo derecho en la Clínica Cemtro de Madrid por el doctor Manuel Leyes. La intervención, que resultó exitosa, intentaba solucionar la rotura de ligamentos que afectaba al peroneo calcáneo y al astragalino anterior. Tras estar 4 meses con escayola, volvió a entrenar en febrero de 2013.

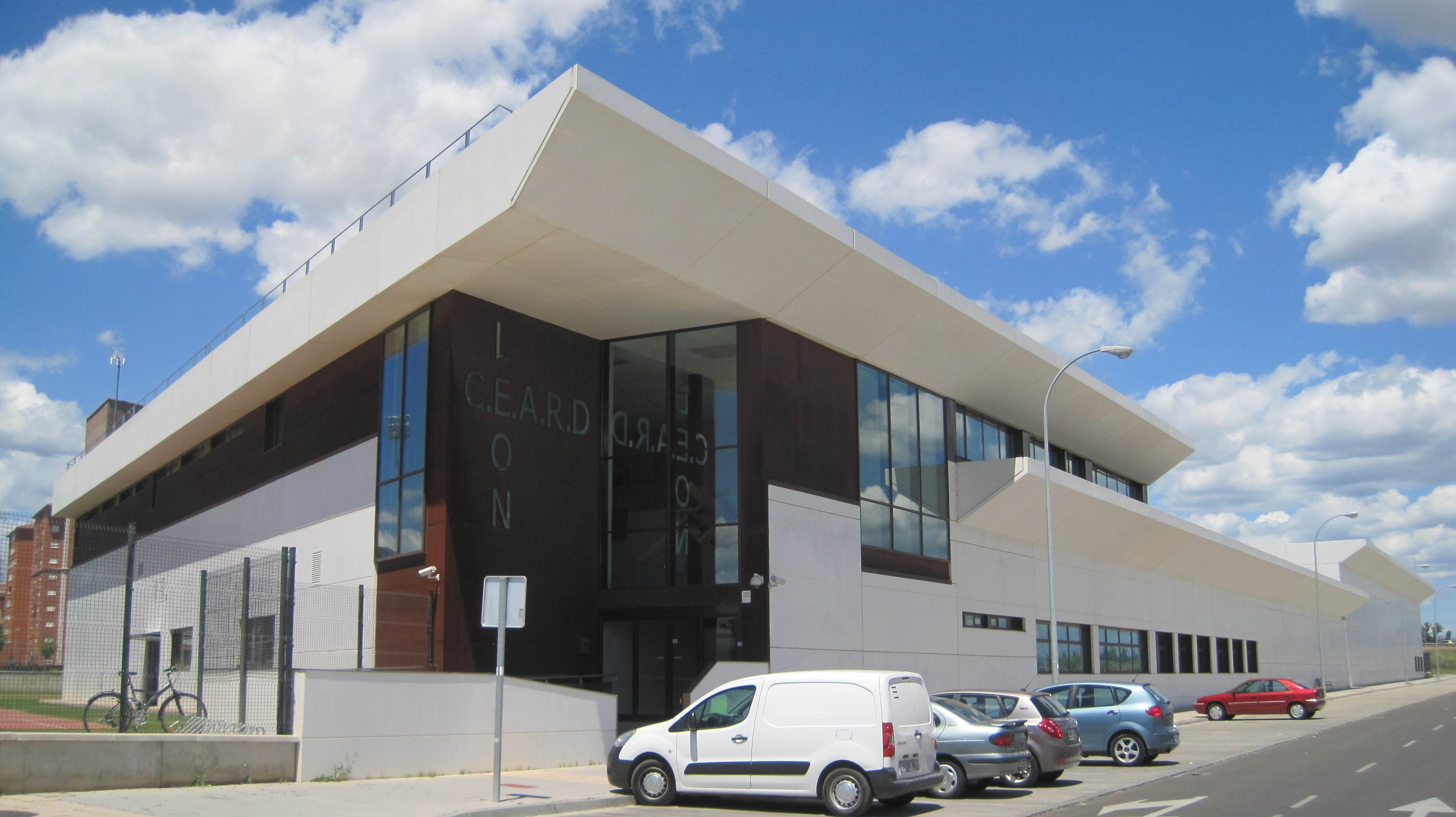
El CAR de León, lugar donde entrenó Carolina con el Club Ritmo desde 2010.

#### 2013 - 2016: ciclo olímpico de Río 2016
En junio de 2013 se proclamó, por quinto año consecutivo y sexta vez, campeona de España en categoría de honor, convirtiéndose, con 9 títulos entonces, en la gimnasta que más veces había sido campeona de España individual en el concurso general sumando todas las categorías. En los XVII Juegos Mediterráneos 2013 en Mersin logró la medalla de oro, tras un concurso en el que superó los 17,400 puntos en los cuatro aparatos. En agosto de 2013, en el Campeonato del Mundo de Kiev, quedó en el puesto 11.º del concurso general individual. Además, se metió por primera vez en su carrera en una final por aparatos de un Mundial, la de cinta, en la que obtuvo la 7.ª posición. En noviembre de 2013 participó en el Euskalgym de Bilbao.
En abril de 2014, en la prueba de la Copa del Mundo de Lisboa, logró la 4.ª plaza en la general, mientras que en las finales por aparatos consiguió el 7.º puesto en cinta, el 4.º en pelota y la medalla de bronce en mazas. Posteriormente, en la Copa del Mundo disputada en Minsk, obtuvo la 14.ª posición en la general y la 7.ª en la final de pelota. En junio disputó el Campeonato de Europa de Bakú, donde logró la 10.ª posición en la general. El 17 de junio de 2014, dos días después del Europeo, se llevó a cabo una recepción del equipo nacional en el CSD. En este acto Carolina anunció a los medios su decisión de continuar compitiendo hasta los Juegos Olímpicos de Río de Janeiro 2016 gracias al patrocinio de la empresa Drasanvi, señalando que se veía «con fuerzas y [...] con la motivación necesaria para seguir entrenando», a pesar de que la intención que tenía a principios de año, antes del patrocinio, era retirarse tras el Europeo. El 29 de junio en Granada se proclamó por sexto año consecutivo y séptima vez campeona de España en categoría de honor. En agosto disputó la Copa del Mundo de Sofía, donde logró el 11.º puesto en la general, además de la 6.ª posición en la final de pelota y la 7.ª en la final de mazas. En septiembre, en el Campeonato del Mundo de Esmirna, logró el 10.º puesto en el concurso general individual. También obtuvo el 6.º puesto por equipos junto a Natalia García y Sara Llana. Además, logró clasificarse para la final de cinta, en la que consiguió la 7.ª plaza. En noviembre de 2014 participó en el Euskalgym de Vitoria.
Para 2015, una lesión consistente en una rotura fibrilar en el gemelo izquierdo, le hizo retrasar su inicio de temporada. Aunque viajó en marzo al Grand Prix de Thiais, decidió a última hora no participar. Debutó en abril en la Copa de la Reina de gimnasia rítmica, donde logró tres oros: por equipos con Castilla y León, en mazas y en cinta. En mayo, Carolina disputó el Campeonato de Europa de Minsk, donde obtuvo junto a Natalia García la 7.ª posición por equipos. Ese mismo mes, participó en el Grand Prix de Jolón, donde fue 13.ª en la general. En junio consiguió la 15.ª plaza en el Masters de Berlín. Ese mismo mes acabó 13.ª en los Juegos Europeos de Bakú 2015. El 4 de julio en Pontevedra se proclamó por séptimo año consecutivo y octava vez en su carrera campeona de España en categoría de honor, igualando entonces la marca de Almudena Cid en dicha categoría. Además, Carolina alcanzaba así un total de 11 títulos nacionales en el concurso general sumando todas las categorías. Ese mismo mes logró las 5 medallas de oro en juego en el Torneo Internacional de Esmirna (Turquía). En agosto volvió a conseguir 5 oros en la Asker Cup de Noruega. En septiembre de 2015, en el Campeonato del Mundo de Stuttgart, consiguió el 9.º puesto en el concurso general individual, su mejor posición en la general de un Campeonato Mundial, logrando así la clasificación directa para disputar los Juegos Olímpicos de Río de Janeiro 2016. Asimismo, fue 10.ª en la competición por equipos junto a Natalia García, Sara Llana y Polina Berezina. En noviembre de 2015 volvió a participar en el Euskalgym de Vitoria.

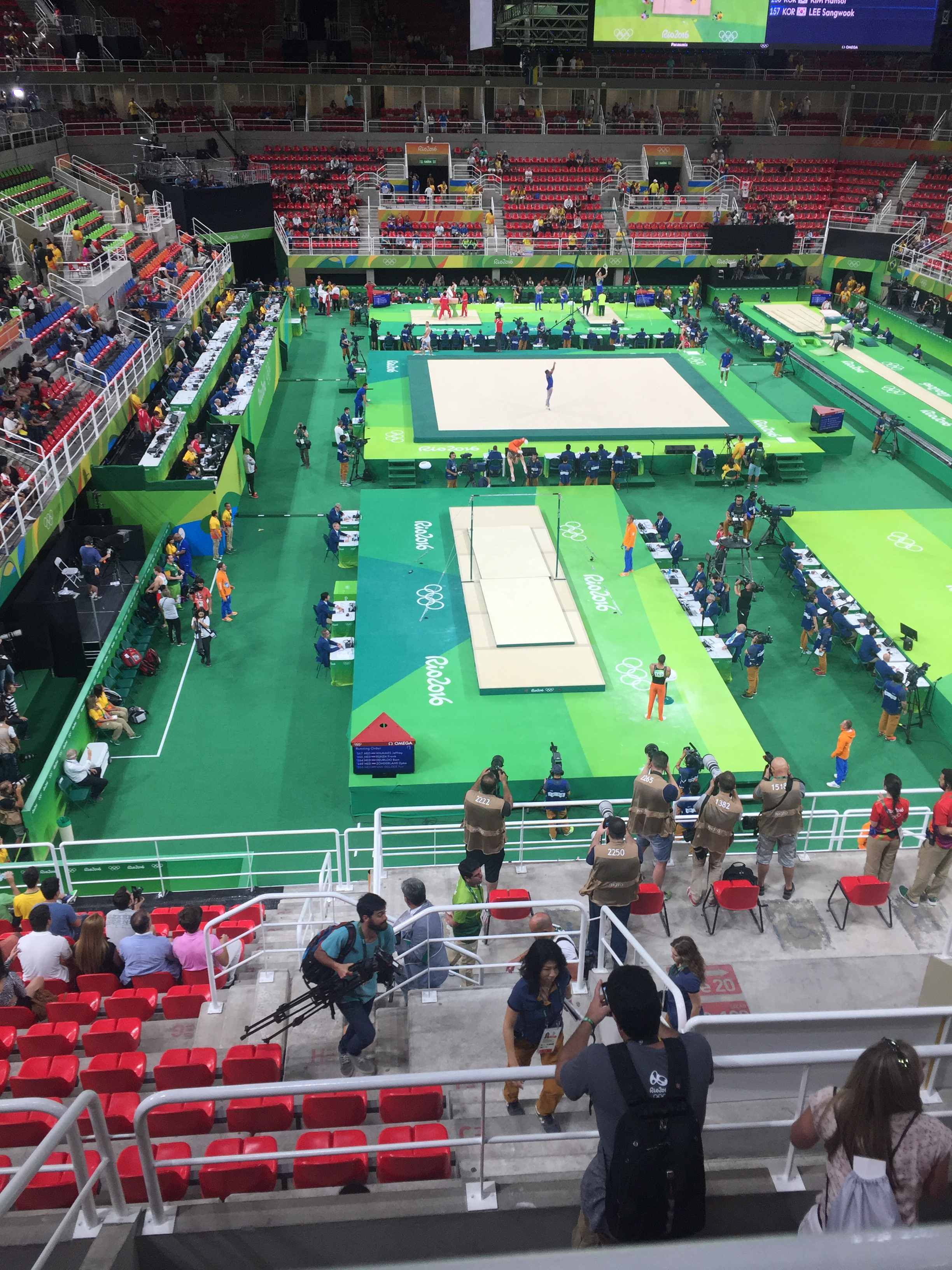
El Arena Olímpica de Río albergó la competición de gimnasia rítmica y artística de los JJ. OO. de Río.

En junio de 2016 se disputó la Copa del Mundo de Guadalajara, la primera competición internacional oficial de gimnasia rítmica que se celebró en España desde la Final de la Copa del Mundo en Benidorm (2008). El evento se desarrolló del 3 al 5 de junio en el Palacio Multiusos de Guadalajara con la asistencia de unas 8.000 personas en las dos últimas jornadas. Carolina obtuvo en Guadalajara el 8.º puesto en la general y el 8.º puesto en la final de mazas. Ese mismo mes participó en el Campeonato de Europa de Jolón, donde obtuvo el 9.º puesto en el concurso general, su mejor posición en un Europeo. El 25 de junio se proclamó por octavo año consecutivo y novena vez en su carrera campeona de España en categoría de honor en el Campeonato de España Individual de Guadalajara, convirtiéndose en la gimnasta española que más veces lo ha sido al superar la marca de Almudena Cid en esa categoría. Este era además su duodécimo título en la general sumando todas las categorías. Fue además plata en cinta y oro en mazas, pelota y aro.
En agosto compitió en los Juegos Olímpicos de Río 2016, su tercera participación olímpica. La competición tuvo lugar en el pabellón Arena Olímpica de Río. El 19 de agosto quedó en la 7.ª plaza en la calificación, logrando clasificarse así para la final del día siguiente. En la final, el 20 de agosto, alcanzó la 8.ª posición, obteniendo así un diploma olímpico. Rodríguez se convirtió en Río en la gimnasta rítmica más longeva en disputar los Juegos Olímpicos, al hacerlo con 30 años de edad.
El 15 de noviembre de 2016, Carolina recibió la Medalla de Bronce de la Real Orden del Mérito Deportivo, otorgada por el CSD, que le había sido concedida el 18 de octubre. Asimismo se premió con la Medalla de Plata a las cinco componentes del Equipaso y con la Medalla de Bronce a la seleccionadora Anna Baranova y a la juez de rítmica Ana María Valenti. El acto de entrega fue presidido por Íñigo Méndez de Vigo, Ministro de Educación, Cultura y Deporte, y tuvo lugar en el auditorio del Museo Nacional Centro de Arte Reina Sofía (Madrid).

### Etapa post-Río y Gala Homenaje
Tras los Juegos, a finales de 2016 Carolina compitió en la Liga Nacional de Clubes de Italia, conocida como Serie A, integrando las filas del club Gymnica 96 di Forli. Carolina ya participó en la Serie A con un club de Roma a comienzos de su carrera, con el Ginnastica Terranuova en 2014, y con el Etruria Prato en 2015. En 2017 compitió con el Club Ritmo en la primera edición del Circuito Iberdrola, una liga de clubes realizada en varias fases por toda España a lo largo de año, donde el club resultó ganador en la Final disputada en noviembre en Alicante. El 29 de noviembre de 2017 anunció su intención de disputar el Campeonato Europeo de Guadalajara en junio de 2018, aunque finalmente no compitió en el mismo.
El 10 de diciembre de 2017, se celebró una Gala Homenaje en su honor durante el IV Torneo Internacional Memorial Ángel Fernández Córdoba en el Palacio de los Deportes de León, donde Carolina estrenó un ejercicio de exhibición y a la que asistieron además sus compañeras del Club Ritmo de León, el Equipaso subcampeón olímpico en Río y estrellas internacionales como Alina Maksymenko, Neviana Vladinova, Katsiaryna Halkina, Viktoria Mazur, Alexandra Agiurgiuculese, Melitina Staniouta o Marina Durunda. La Gala fue presentada por el periodista David Acevedo López y fue retransmitida en directo por Castilla y León Televisión con los comentarios de Javier Mardones y la exgimnasta María Martín. El 12 de diciembre presentó el preestreno del documental Más que plata, realizando además una exhibición.
En 2018 apareció como una de las gimnastas ilustradas en el libro Pinceladas de rítmica de Montse y Manel Martín. Desde el 23 de octubre de 2018 presenta En femenino, un programa dedicado al deporte femenino en Radio Marca León.

## Legado e influencia
Carolina Rodríguez es la gimnasta rítmica más longeva en participar en unos Juegos Olímpicos, al hacerlo con 30 años de edad en los Juegos Olímpicos de Río 2016. En el libro Pinceladas de rítmica, la exgimnasta Montse Martín y su hermano Manel hablan así sobre las características como gimnasta que le atribuyen: 

«Gimnasta muy sensible a la vez que temperamental, es conocida y respetada en el panorama internacional por su manera de expresar, sobre todo a través de su cara y de sus manos y, también, por sus pasos de danza [...] su espíritu de lucha y constancia en el trabajo le llevaron a obtener sus mejores resultados».

## Vida personal
Carolina se casó el 1 de septiembre de 2018 con el corredor leonés Isidro Melón.

## Equipamientos
| Período      | Proveedor       |
| ------------ | --------------- |
| 1999         | Arena           |
| 2004 (JJ.OO) | John Smith      |
| 2009 - 2018  | Tanitex         |
| 2013 - 2018  | Davide Maillots |
| 2013 - 2018  | Yuanda Maillots |

| Período      | Proveedor        |
| ------------ | ---------------- |
| 1999         | Arena            |
| 2001 - 2006  | Li-Ning          |
| 2004 (JJ.OO) | John Smith       |
| 2008 - 2018  | Dvillena Esport  |
| 2008 (JJ.OO) | Li-Ning          |
| 2012 (JJ.OO) | Bosco di Ciliegi |
| 2015 - 2016  | Adidas           |
| 2016 (JJ.OO) | Joma             |
| 2016 - 2018  | Oysho            |

| Período     | Proveedor       |
| ----------- | --------------- |
| 2008 - 2018 | Dvillena Esport |

## Música de los ejercicios
| Año                        | Aparatos                                                                     | Música |
| -------------------------- | ---------------------------------------------------------------------------- | --- |
| 1998 (Individual infantil) | Aro                                                                          | «Hero» de Mariah Carey. |
| 1999 (Individual júnior)   | Pelota                                                                       | «Sky». |
| 2001                       | Pelota                                                                       | «Quidam», «Seisouso» y «Réveil», compuesta por Benoît Jutras para el espectáculo Quidam del Cirque du Soleil.                                                               |
| 2001                       | Aro                                                                          | Fragmentos de la ópera Carmen de Georges Bizet. |
| 2001 - 2002                | Aro                                                                          | «Tango Jalousie», compuesto por Jacob Gade, en la versión de André Rieu. |
| 2001 - 2002                | Mazas                                                                        | «Por ti» de Rubén Morán. |
| 2001 - 2002                | Cuerda                                                                       | O Fortuna, incluida en la cantata Carmina Burana de Carl Orff. |
| 2002                       | Pelota                                                                       | «Passacaglia» de Secret Garden. |
| 2002                       | Aro                                                                          | «Flamenco» de Didula. |
| 2002 - 2003                | Ejercicio de exhibición (Manos libres) junto a Jennifer Colino y Tania Campo | «Kismet» de Bond. |
| 2003                       | Pelota                                                                       | «Sahara» de Bond. |
| 2003                       | Mazas                                                                        | «Quixote» de Bond. |
| 2003                       | Mazas                                                                        | «Pistolero» de Juno Reactor. |
| 2003                       | Cinta                                                                        | «Foo Foo» de Santana. |
| 2004                       | 5 cintas                                                                     | «Paisaje español», de Ricardo García, «Habanera» de la ópera Carmen de Georges Bizet, y Malagueña de Ernesto Lecuona.                                                       |
| 2004                       | 3 aros y 2 pelotas (Inicio de temporada)                                     | Temas «Peacemaker» y «Chase» de la banda sonora de El pacificador, compuesta por Hans Zimmer.                                                                               |
| 2004                       | 3 aros y 2 pelotas (JJ. OO. de Atenas)                                       | Temas «Red Warrior», «Theme» y «Spectres in the Fog», de la banda sonora de El último samurái, compuesta por Hans Zimmer.                                                   |
| 2005                       | Pelota                                                                       | «Tamally Maak» de Amr Diab, y «Inshalla (Ya Salam)» de Angel Tears. |
| 2005                       | Cinta                                                                        | «Montserrat» de Bajofondo Tango Club. |
| 2005 - 2006                | Mazas                                                                        | «Conte D'Amour (Mouvements Du Désir)» de Zbigniew Preisner. |
| 2005 - 2006                | Cinta                                                                        | «Caravan» de Duke Ellington y Juan Tizol, en la versión de Jorge Pardo y Josemi Carmona.                                                                                    |
| 2006                       | Ejercicio de exhibición (Manos libres) junto a Jennifer Colino               | «Sur» de Dorantes. |
| 2006                       | Pelota                                                                       | Dos versiones de «Summertime», incluida originalmente en la ópera Porgy y Bess de George Gershwin: la realizada por Angelique Kidjo y la hecha por Kenny G y George Benson. |
| 2006                       | Cuerda                                                                       | «Pena (Serbia)» de Šaban Bajramović. |
| 2006 - 2007                | Aro                                                                          | Dos versiones de «Summertime», incluida originalmente en la ópera Porgy y Bess de George Gershwin: la realizada por Angelique Kidjo y la hecha por Kenny G y George Benson. |
| 2007                       | Mazas                                                                        | «From Within» de Michel Camilo y Tomatito. |
| 2007                       | Cuerda                                                                       | «Hungarian Rhapsody» de Edvin Marton. |
| 2008                       | Mazas                                                                        | La Zarabanda de la Suite en re menor de Georg Friedrich Händel, en la versión de Maksim Mrvica.                                                                             |
| 2008                       | Cinta                                                                        | «I Will Always Love You» de Dolly Parton, en la versión de Whitney Houston.                                                                                                 |
| 2008 - 2009                | Aro                                                                          | «Rabbits in the Pea Patch» de Maceo Parker. |
| 2008 - 2009                | Cuerda                                                                       | «Los Tangueros» de Bajofondo Tango Club. |
| 2009                       | Ejercicio de exhibición (Pañuelos)                                           | «Your Song» de Elton John, en la versión cantada por Ewan McGregor y Alessandro Safina para la película Moulin Rouge!.                                                      |
| 2009 - 2011                | Pelota                                                                       | «Impromptu» de Giovanni Marradi. |
| 2009 - 2012                | Cinta                                                                        | «This I Love» de Guns N' Roses, en la versión de Vika Yermolyeva. |
| 2010 - 2012                | Aro                                                                          | «Kalki» de E. S. Posthumus. |
| 2011 - 2012                | Pelota                                                                       | «Lejos» de Nuevo Tango Ensamble. |
| 2011 - 2012                | Mazas                                                                        | «Un tiro al aire (Alegrías)» de Camarón de la Isla. |
| 2013                       | Cinta                                                                        | «Barrio San Miguel» de Gino D'Auri. |
| 2013 - 2014                | Aro                                                                          | «Experience» de Ludovico Einaudi. |
| 2013 - 2015                | Pelota                                                                       | «Aqua» de Stephan Moccio y Jorane. |
| 2013 - 2016                | Mazas                                                                        | «Ritmo de bulerías de Cádiz» de El Junco. |
| 2014 - 2016                | Cinta                                                                        | «Tema de Sira», de la banda sonora de la serie El tiempo entre costuras, compuesta por César Benito.                                                                        |
| 2015 - 2016                | Aro                                                                          | «Punta del faro» de Paco de Lucía. |
| 2015 - 2016                | Pelota                                                                       | «Imaginando» de Diana Navarro. |
| 2017                       | Manos libres                                                                 | «Sabe de sangre» de Marina Heredia. |

## Palmarés deportivo

### A nivel de club
Carolina ha sido campeona de España en el concurso general en 12 ocasiones, siendo la gimnasta individual con más títulos: uno en categoría alevín (1996), uno en categoría infantil (1998), uno en primera categoría (2008) y 9 en categoría de honor (2006, 2009, 2010, 2011, 2012, 2013, 2014, 2015 y 2016). Es también la gimnasta que ha sido más veces campeona de España en el concurso general de la categoría de honor, con 9 títulos. Además, tiene varios títulos nacionales por aparatos y 3 en Campeonatos de España de Conjuntos. Con Castilla y León, ha ganado la Copa de la Reina en 9 ocasiones (2008 - 2016).

### Selección española
En Juegos Olímpicos, logró la 7.ª plaza en Atenas 2004 con el conjunto español, y la 14.ª en Londres 2012 y la 8.ª en Río 2016 como individual. En competiciones oficiales internacionales tiene un total de 2 medallas: un bronce en pelota en la prueba de la Copa del Mundo de Corbeil-Essonnes (2009), y otro en mazas la prueba de la Copa del Mundo de Lisboa (2014). Fue además bronce en los Juegos Mediterráneos de Pescara (2009) y oro en los Juegos Mediterráneos de Mersin (2013). Su mejor puesto en la general de un Mundial fue en Stuttgart 2015, donde fue 9.ª. Además, ha sido dos veces finalista mundial con la cinta (Kiev 2013 y Esmirna 2014), en ambas con la 7.ª plaza.

## Premios, reconocimientos y distinciones
- Placa en la categoría de Gimnasia Rítmica en la VIII Gala de Gimnasia de Castilla y León (2015)[68]
- Insignia de Oro del Colegio Leonés, entregada en la II Edición de los Premios José Belinchón (2015)[69][70][71]
- Mención Especial en la categoría de Gimnasia Rítmica en la IX Gala de Gimnasia de Castilla y León (2016)[72]
- Socia Honorífica del Club Balonmano Ademar León (2016)[73]
- Medalla de Bronce de la Real Orden del Mérito Deportivo, otorgada por el Consejo Superior de Deportes (2016)[5]
- Premio en la categoría de Gimnasia Rítmica en la X Gala de Gimnasia de Castilla y León (2016)
- Premio en la categoría de Gimnasia Internacional en la X Gala de Gimnasia de Castilla y León (2016)
- Mejor Gimnasta en la X Gala de Gimnasia de Castilla y León (2016)[74]
- Mención Especial en los V Premios Pódium del Deporte de Castilla y León (2017)[75]
- Mención Especial en la XXI Gala del Deporte de la UCAM (2019)
- Águeda de Honor 2020, otorgado por el Ayuntamiento de Villaquilambre (2020)[76]

## Filmografía

### Programas de televisión
| Programas de televisión | Programas de televisión            | Programas de televisión    | Programas de televisión                          |
| Año                     | Título                             | Cadena                     | Notas                                            |
| ----------------------- | ---------------------------------- | -------------------------- | ------------------------------------------------ |
| 2002                    | Escuela del deporte                | La 2 de TVE                | Entrevistada en reportaje                        |
| 2004                    | El sueño olímpico. ADO 2004        | La 2 de TVE                | Entrevistada en reportaje                        |
| 2010                    | Objetivo 2012                      | Teledeporte                | Aparición en reportaje                           |
| 2012                    | Informe Robinson                   | Canal+                     | Entrevistada en reportaje «Lágrimas por Londres» |
| 2012                    | Objetivo 2012                      | Teledeporte                | Aparición en reportaje                           |
| 2012                    | Otra movida                        | Neox                       | Invitada                                         |
| 2012                    | Londres 2012                       | Teledeporte                | Invitada junto a Sara Bayón y Paloma del Río     |
| 2014                    | Objetivo Río                       | Teledeporte                | Entrevistada en reportaje                        |
| 2015                    | Objetivo Río                       | Teledeporte                | Entrevistada en reportaje                        |
| 2016                    | Reiniciando                        | #0                         | Entrevistada en reportaje «Deporte de élite»     |
| 2017                    | Gala homenaje a Carolina Rodríguez | Castilla y León Televisión | Homenajeada                                      |

### Vídeos musicales
| Vídeos musicales | Vídeos musicales     | Vídeos musicales                | Vídeos musicales | Vídeos musicales |
| Año              | Canción              | Artista                         | Director         |                  |
| ---------------- | -------------------- | ------------------------------- | ---------------- | ---------------- |
| 2013             | «Comiéndote a besos» | Rozalén                         | Chino Saaevedra  |                  |
| 2019             | «Jamás jamás»        | Café Quijano feat. Carlos Baute | Juan Marigorta   |                  |

### Publicidad
- Spots de Navidad para Dvillena, entonces patrocinador de la RFEG (2012, 2013 y 2015).[81]
- Spot de la puntera «Sensación» de Dvillena, entonces patrocinador de la RFEG (2014).[82]
- Vídeo promocional de la RFEG titulado «El sueño de volar» (imágenes de archivo), dirigido por Carlos Agulló (2015).[83]
- Vídeo promocional de la RFEG titulado «A ritmo de Río», dirigido por Carlos Agulló (2016).[84]